# Manoir de Campigny
Le manoir de Campigny ou ferme du Vieux Château est une demeure, des XVIe – XVIIe siècles, qui se dresse sur la commune française de Campigny dans le département du Calvados, en région Normandie.
Le manoir est partiellement protégé aux monuments historiques.

## Localisation
Le manoir est situé, face à l'église Notre-Dame, sur la commune de Campigny, dans le département français du Calvados.

## Description
On accède à la cour du domaine par un portail à triples ouvertures en anse de panier et entablement à pinacles, deux portes piétonne encadrant une porte charretière. Le manoir arbore une façade Renaissance (vers 1540), ainsi qu'une cheminée sculptée de médaillons historiés, de rinceaux et de losanges, sur lesquels figurent les armoiries des Meslin, alliés en 1572 aux héritiers des Hamon, seigneurs de Campigny, dont l'église abrite les gisants.

## Protection aux monuments historiques
Au titre des monuments historiques :
- le portail d'entrée et le corps-de-logis avec sa cheminée monumentale du premier étage sont classés par arrêté du 9 avril 1932 ;
- les façades et toitures du pavillon situé dans la cour du manoir sont inscrites par arrêté du 13 avril 1933.

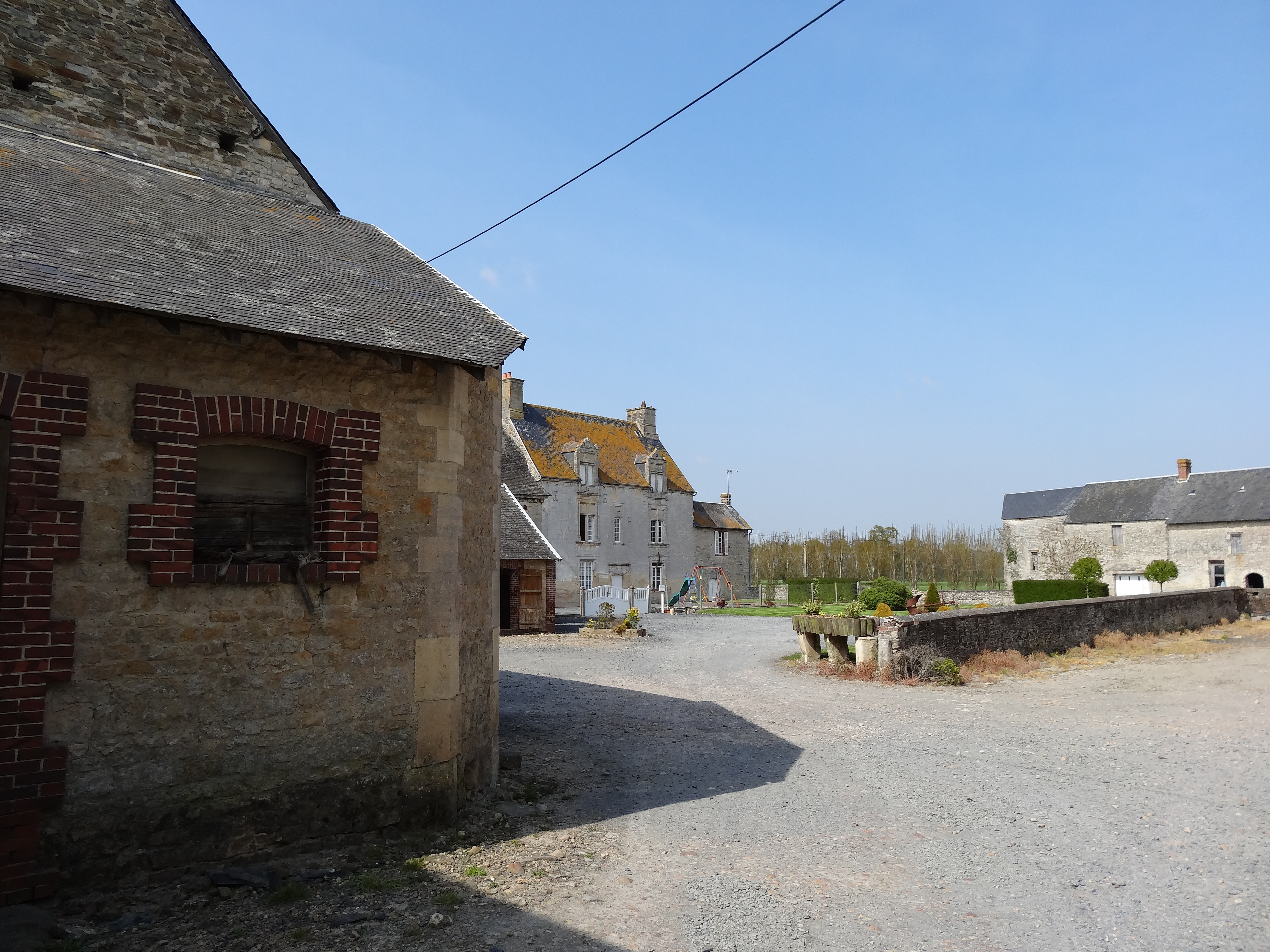
La cour et le logis seigneurial.
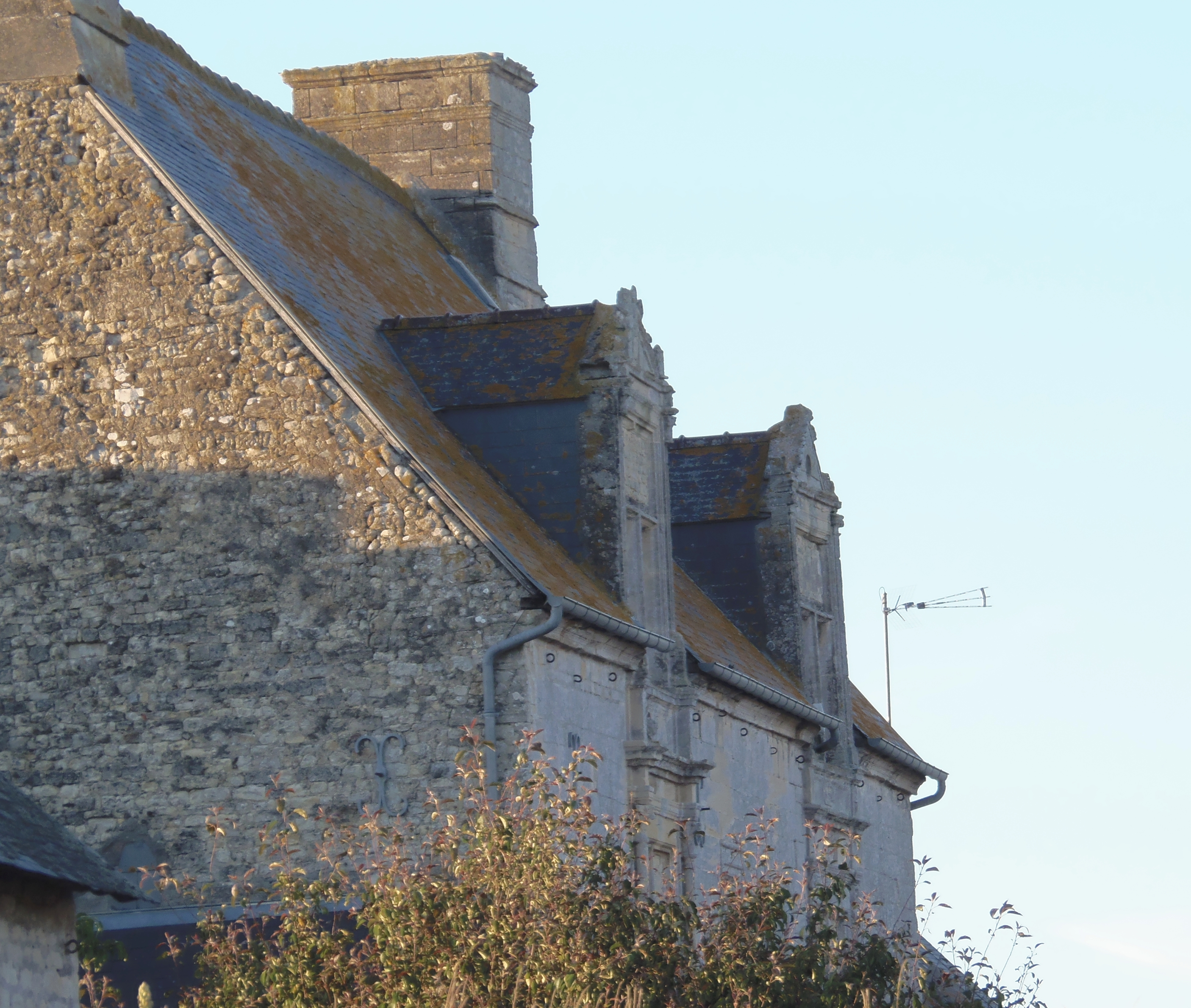
Détail du corps de logis.

## Seigneurie de Campigny
Avant la Révolution, le fief de Saint-Maurice relevait de la seigneurie de Campigny.